# 麦氏金丝燕
麦氏金丝燕（学名：Aerodramus orientalis）是雨燕科的一种金丝燕，分布于巴布亚新几内亚和所罗门群岛。它们仅有三具于20世纪在巴布亚新几内亚和所罗门群岛采集到的标本，其具体分布范围、种群数量及趋势和是否受到威胁完全不明。它们的栖息地可能限制于山区，如果其栖息地的确限制于山区，那它们所受威胁应该不大。目前它们被国际自然保护联盟列为数据缺乏。
其种加词“orientalis”意为“东方的”。